# Casu marzu
Casu marzu (cũng được gọi là casu modde, casu cundídu, casu fràzigu trong tiếng Sardinia, và formaggio marcio trong tiếng Ý) là một loại pho mát sữa cừu truyền thống của Sardinia được biết đến vì chứa ấu trùng côn trùng sống. Mặc dù tìm thấy hầu hết ở Sardinia, Ý, loại pho mát này cũng được tìm thấy tại Corsica, Pháp, nơi phương ngữ địa phương rất giống tiếng Ý. Tên của pho mát được phát âm giống nhau ở Corsica và Sardinia, nhưng được viết là "casgiu merzu" trong tiếng Corsica.
Có nguồn gốc từ pho mát Pecorino, casu marzu vượt xa việc lên men thông thường đến một giai đoạn được xem là thối rữa, do sự tiêu hóa của giòi ruồi pho mát Piophila casei. Các ấu trùng này được cố tình cho vào pho mát, thúc đẩy quá trình lên men và phá vỡ chất béo của pho mát. Kết cấu của pho mát trở nên rất mềm, với một số chất lỏng (gọi là lagrima) thấm ra ngoài. Giòi có màu trắng mờ, dài khoảng 8 milimét (0,3 in).

## Các biến thể khác
Các loại pho mát sữa đáng chú ý tương tự có chứa ấu trùng côn trùng sống được sản xuất tại một số khu vực Ý và ở Corsica, Pháp.
- Casgiu merzu ở Corsica, Pháp
- Marcetto or cace fraceche ở Abruzzo
- Gorgonzola co-i grilli ở Liguria
- Salterello ở Friuli Venezia Giulia
- Furmai nis (formaggio Nisso) ở Emilia Romagna
- Frmag punt ở Apulia
- Casu du quagghiu ở Calabria
- Cacie' Punt (formaggio punto) ở Molise